# Ghasem Rezaei
Ghasem Rezaei (persiska: قاسم رضایی), född 18 augusti 1985 i Amol, Iran, är en iransk brottare som tog OS-guld i tungviktsbrottning vid de grekisk-romerska OS-brottningstävlingarna 2012 i London. Han tog en bronsmedalj i 98-kilosklassen vid de grekisk-romerska brottningstävlingarna vid OS 2016.